# نسب (فرگشت)
نسب فرگشتی زنجیره‌ای از گونه‌ها است که خطی از نیاکان را تشکیل می‌دهند و هر گونه جدید برآمده‌ای مستقیم از گونه‌های نیای خود است. نسب‌ها زیرشاخه‌های درخت فرگشتی حیات هستند و اغلب توسط روش‌های فیلوژنتیک مولکولی شناسایی می‌شوند.